# Igreja Nova (Mafra)
Igreja Nova is een plaats (freguesia) in de Portugese gemeente Mafra en telt 2280 inwoners (2001).